# Luz del norte (arquitectura)

Museo de Pont, Tilburg, Países Bajos, con los ventanales de la cubierta orientados hacia el noroeste

La luz del norte es la luz natural que se recibe en ventanales orientados hacia el norte (en el hemisferio norte). Es luz solar difusa y, por lo tanto, no crea sombras nítidas. Proviene del cielo azul y no directamente del sol. La iluminación que produce es muy valorada en proyectos de arquitectura y por todo tipo de artistas plásticos.
La luz del norte posee una eficacia luminosa /lm/W 48, temperatura correlacionada con el color/ K 6500 y su índice de reproducción cromática /R es igual a 94.
En el hemisferio sur, la luz del sur tiene las mismas características.